# Divisione No. 13 (Saskatchewan)
La Divisione No. 13 è una divisione censuaria del Saskatchewan, Canada di 22.342 abitanti, il cui centro maggiore è Kindersley.

## Comunità
- Comunità principali
  - Cut Knife
  - Kerrobert
  - Kindersley
  - Luseland
  - Macklin
  - Unity
  - Wilkie
- Municipalità rurali
  - RM No. 290 Kindersley
  - RM No. 292 Milton
  - RM No. 319 Winslow
  - RM No. 320 Oakdale
  - RM No. 321 Prairiedale
  - RM No. 322 Antelope Park
  - RM No. 349 Grandview
  - RM No. 350 Mariposa
  - RM No. 351 Progress
  - RM No. 352 Heart's Hill
  - RM No. 379 Reford
  - RM No. 380 Tramping Lake
  - RM No. 381 Grass Lake
  - RM No. 382 Eye Hill
  - RM No. 409 Buffalo
  - RM No. 410 Round Valley
  - RM No. 411 Senlac
  - RM No. 439 Cut Knife
  - RM No. 440 Hillsdale
  - RM No. 442 Manitou Lake
- Riserve
  - Little Pine 116
  - Poundmaker 114